# Corall vermell
El corall vermell (Corallium rubrum) és una espècie d'antozou octacoral·li de l'ordre Alcyonacea. Els pòlips tenen vuit tentacles i formen colònies rígides que es desenvolupen amb gran lentitud, i que es ramifiquen en totes direccions. El seu esquelet és molt apreciat en joieria.

## Morfologia
- Certes colònies poden arribar fins als 20 cm d'alçada, però la recol·lecció intensiva ha fet desaparèixer els exemplars més grans, que podien tindre fins a 3 cm a la base.
- Els pòlips són blancs, transparents i amb vuit tentacles vorejats de fines pínnules, sense esclerits.
- Quan una colònia es toca o bé s'arrenca, els pòlips es retrauen, ràpidament, als petits forats (calzes) que els conté i llavors pren un aspecte completament diferent, el mateix que quan es treuen fora de l'aigua o estan morts.
- La coloració habitual és d'un vermell fosc, però, de vegades, pot presentar una tonalitat rosa clar.
- Creix a una velocitat de 3 a 5 mil·límetres per any.

## Hàbitat
La biologia del corall vermell està condicionada per tres trets essencials: baixa o, quasi, nul·la lluminositat, un substrat dur per adherir-se i l'existència de corrents submarins, que li proporcionen l'aliment necessari per desenvolupar-se.

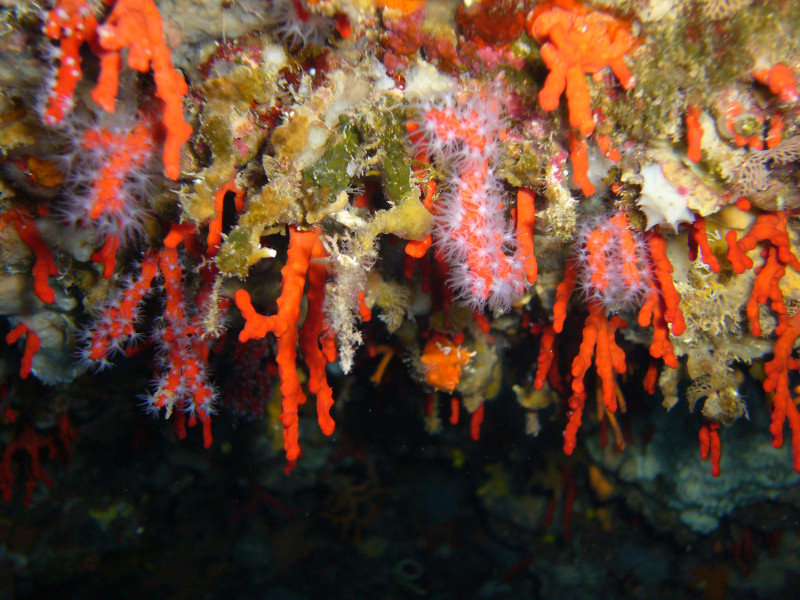
Corall vermell fotografiat a Portofino (Itàlia)

## Distribució geogràfica
Es tracta d'una espècie gairebé de la conca occidental mediterrània, en particular del Marroc, península Ibèrica, França, Sardenya, Itàlia, Algèria i Grècia. A l'Atlàntic oriental, a Portugal, el Marroc, les Illes Canàries i Cap Verd.

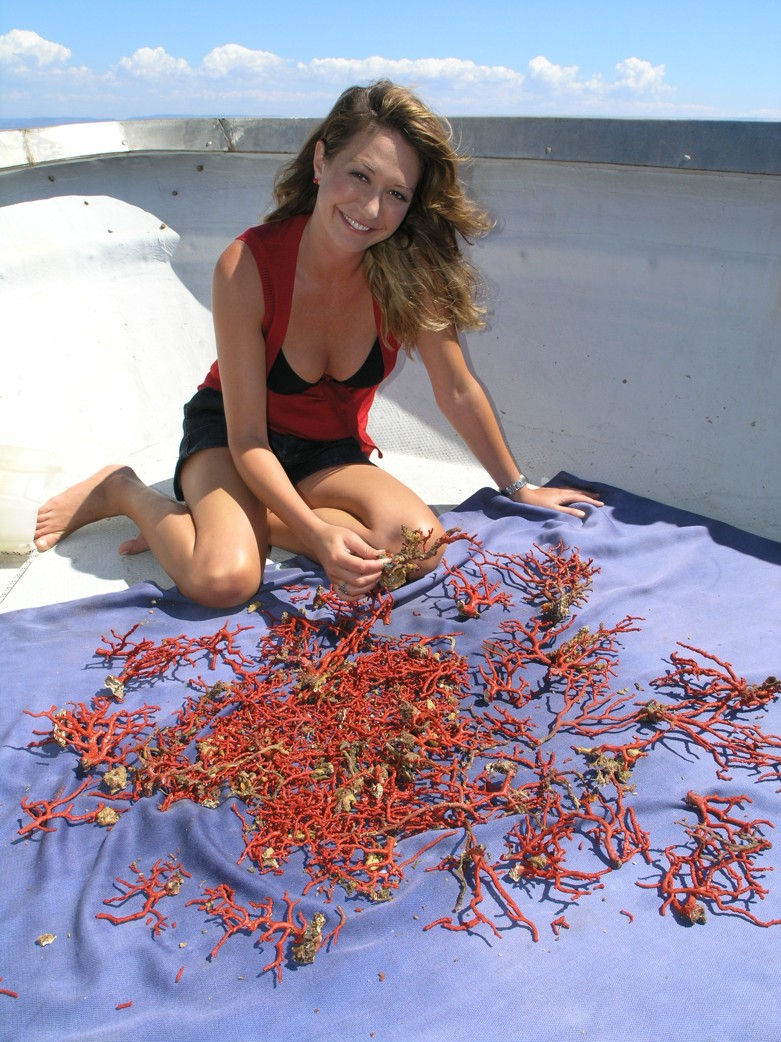
Tessa Gelisio conductora de Pianeta Mare amb el corall a L'Alguer

## Recol·lecció
Espècie emprada per la indústria de joieria, era molt comuna i abundant en altres temps, però l'explotació intensiva d'avui dia l'ha reduïda considerablement. El seu ús intensiu, a part de pel color brillant, venia donat per la superstició que protegia de les tempestes als mariners.
La recol·lecció es du a terme per immersió (submarinistes) i des de la superfície, mitjançant un art anomenat creu de Sant Andreu. L'art conegut com la barra italiana resta totalment prohibit.

## Referències

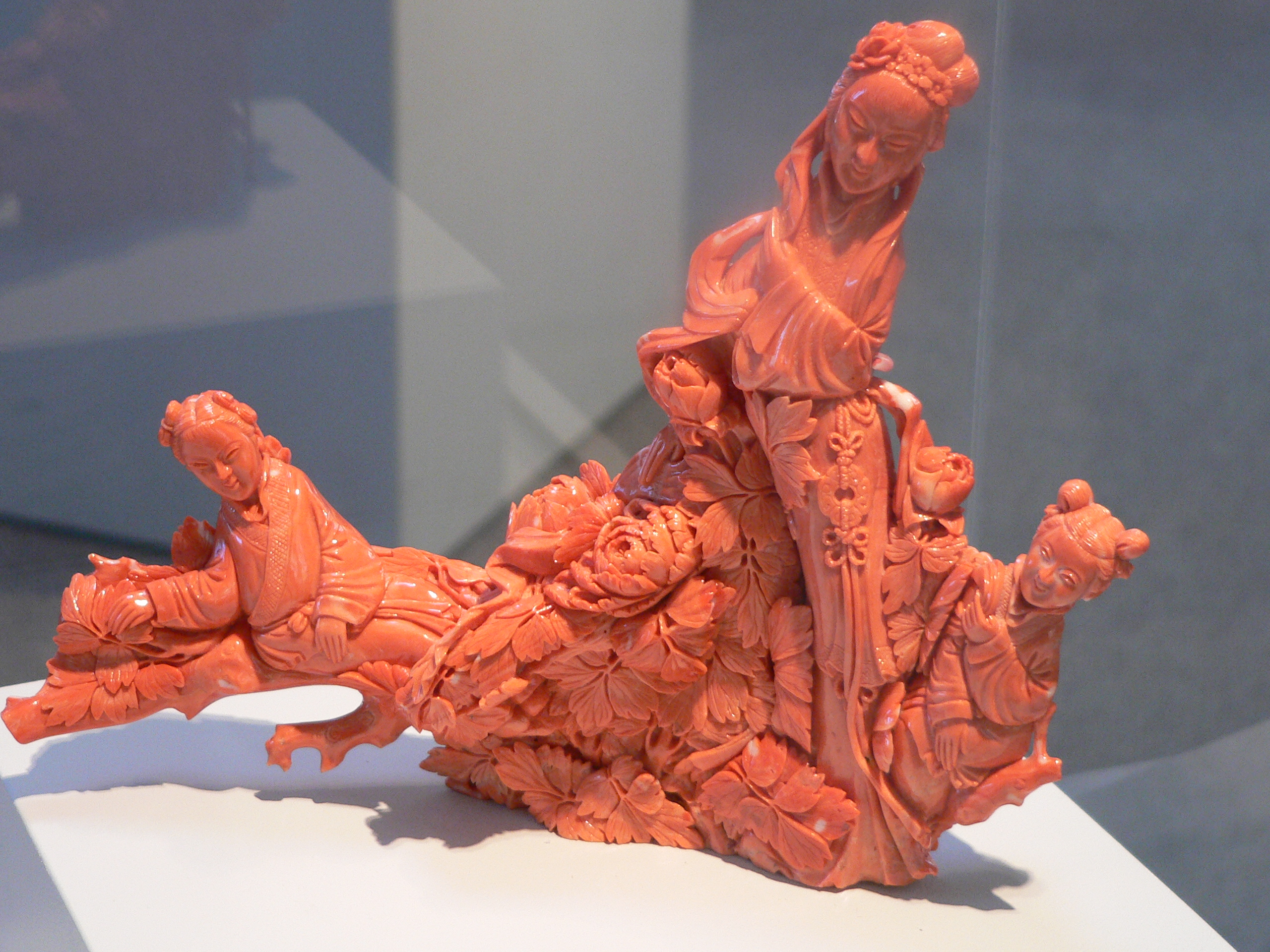
Escultura xinesa feta de corall vermell